# Andkhoy (stad)
Andkhoy is een stad in de provincie Faryab, in het noorden van Afghanistan. De bevolking werd in 2006 geschat op 26.700 inwoners.